# Bolivia (Illinois)
Bolivia es un área no incorporada ubicada en el condado de Christian en el estado estadounidense de Illinois.
También fue nombrada en honor a Simón Bolivar.

## Geografía
Bolivia se encuentra ubicada en las coordenadas 39°44′32″N 89°20′49″O / 39.742222222222, -89.346944444444.